# Todd Morse

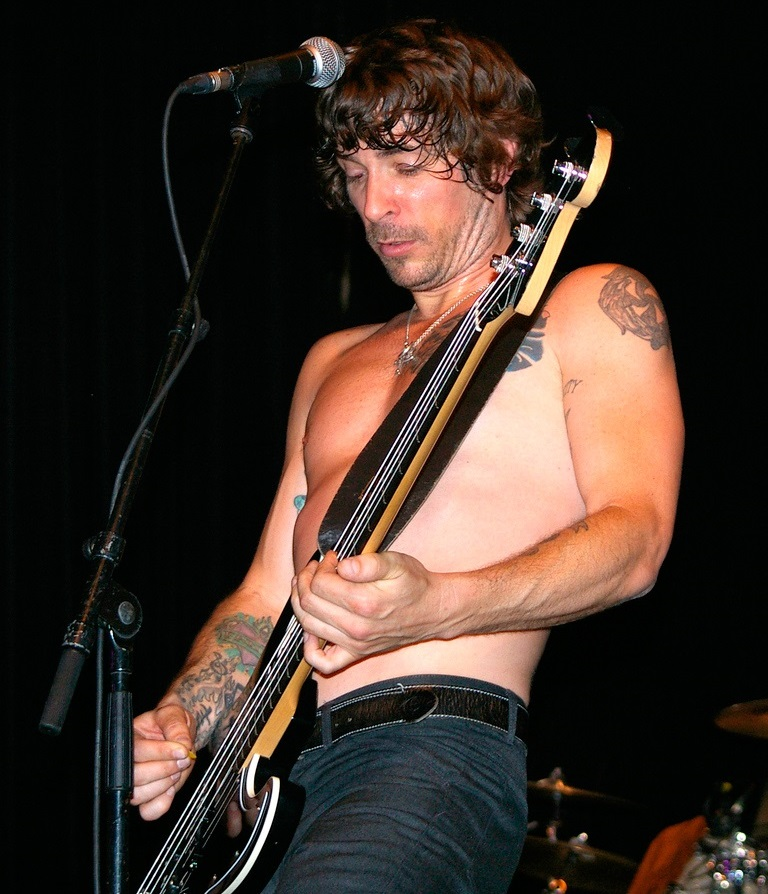
Morse bei einem Auftritt mit Juliette and the Licks, 2007

Todd Morse (* 21. Januar 1968 in New York City) ist ein US-amerikanischer Musiker.

## Musikalische Karriere
1992 startete Morse seine Musik-Karriere als Sänger und Gitarrist der Hardcore-Punk-Band Outcrowd, mit der er die Extended Play Weathered einspielte. 1995 folgte das Album Healer. Anschließend trat er der Hardcore-Punk-Band H2O als Gitarrist auf Wunsch seines Bruders Toby Morse, dem Sänger der Gruppe, bei. Mit H2O veröffentlichte er bisher sechs Studio- und ein Livealbum.
2003 schloss sich Todd Morse der Band Juliette and the Licks an und spielte auf allen Tonträgern der Band. Er verließ die Gruppe 2008 kurz vor der endgültigen Auflösung. Anschließend stieg er als Tour-Gitarrist bei The Offspring ein.
Nach einer gemeinsamen Warped Tour von H2O und Sum 41 gründete er unter dem Pseudonym „Dr. Rocco“ zusammen mit Jason McCaslin (Sum 41) das Sideprojekt The Operation M.D. In dieser Band ist Todd Sänger, spielt Gitarre und Keyboard während Cone McCaslin den Hintergrundgesang, Bass und Keyboard übernimmt. Die Band veröffentlichte 2007 und 2010 zwei Studioalben. Außerdem beteiligte sie sich an der Benefiz-Kompilation Song for Africa – Rwanda: Rises Up! 2010 mit dem Song We Stand.

## Diskografie

### Mit Outcrowd
- 1992: Weathered (EP, Blackout)
- 1995: Healer (Blackout)

### Mit H2O
- siehe Diskografie

### Mit The Operation M.D.
- 2007: We Have an Emergency (Aquarius Records)
- 2010: Birds + Bee Stings  (Mouth to Mouth Music)

### Mit Juliette and the Licks
- 2004: …Like a Bolt of Lightning (EP, Fiddler Records)
- 2005: You’re Speaking My Language (CD/LP, Fiddler Records)
- 2007: Four on the Floor (CD/DVD/LP, Hassle Records)

### Als Gastmusiker
- 1995: Skarhead – Drugs, Money, Sex (Songwriter bei Scarred Love)
- 2012: The Offspring – Days Go By (Hintergrundgesang)